# Diretório (política)
Diretório, em direito eleitoral, é um órgão de administração de um partido político. É escolhido entre as pessoas filiadas ao respectivo partido para compor sua diretoria, comumente havendo representantes de todas as facções existentes naquele partido.
O diretório pode ser nacional, estadual ou municipal, de acordo com a abrangência que foram definidas para seus integrantes. O diretório nacional corresponde à direção geral do partido.
Geralmente a direção partidária é dividida entre Comissão Executiva e Conselho Fiscal. Os postos mais importantes dentro de um partido político são: Presidência, Tesouraria e Secretaria(s), sendo o presidente o responsável legal pelo partido.

## Referência
- SILVA, De Plácido e. Vocabulário Jurídico. Rio de Janeiro: Forense, 11ª. ed., 1994.